# Tkinter
Tkinter는 Tk GUI 툴킷에 대한 파이썬 바인딩이다. 이는 Tk GUI 툴킷에 대한 표준 파이썬 인터페이스이며 파이썬의 사실상 표준의 GUI이다. Tkinter는 표준 리눅스, 마이크로소프트 윈도우 및 macOS 파이썬 인스톨에 포함되어 있다.
Tkinter라는 이름은 Tk 인터페이스에서 유래되었다. Tkinter는 스틴 룸홀트(Steen Lumholt)와 귀도 반 로섬이 작성한 후 나중에 프레드릭(Fredrik Lundh)이 개정했다.
Tkinter는 파이썬 라이선스에 따라 출시되는 자유 소프트웨어이다.

## 설명
대부분의 다른 최신 Tk 바인딩과 마찬가지로 Tkinter는 파이썬 인터프리터에 포함된 완전한 Tcl 인터프리터 주위의 파이썬 래퍼로 구현된다. Tkinter 호출은 Tcl 명령으로 변환되어 이 내장된 인터프리터에 제공되므로 단일 응용 프로그램에서 파이썬과 Tcl을 혼합하는 것이 가능해진다.
Kivy, Pygame, Pyglet, PyGObject, PyQt, PySide 및 wxPython과 같은 몇 가지 인기 있는 GUI 라이브러리 대안이 있다.

## 최소형 애플리케이션
파이썬 3 기준:
```
#!/usr/bin/env python3

from
 
tkinter
 
import
 
*

root
 
=
 
Tk
()
 							
# Create the root (base) window

w
 
=
 
Label
(
root
,
 
text
=
"Hello, world!"
)
 	
# Create a label with words

w
.
pack
()
 								
# Put the label into the window

root
.
mainloop
()
 						
# Start the event loop

```

## 같이 보기
- IDLE